# Paulus Orosius

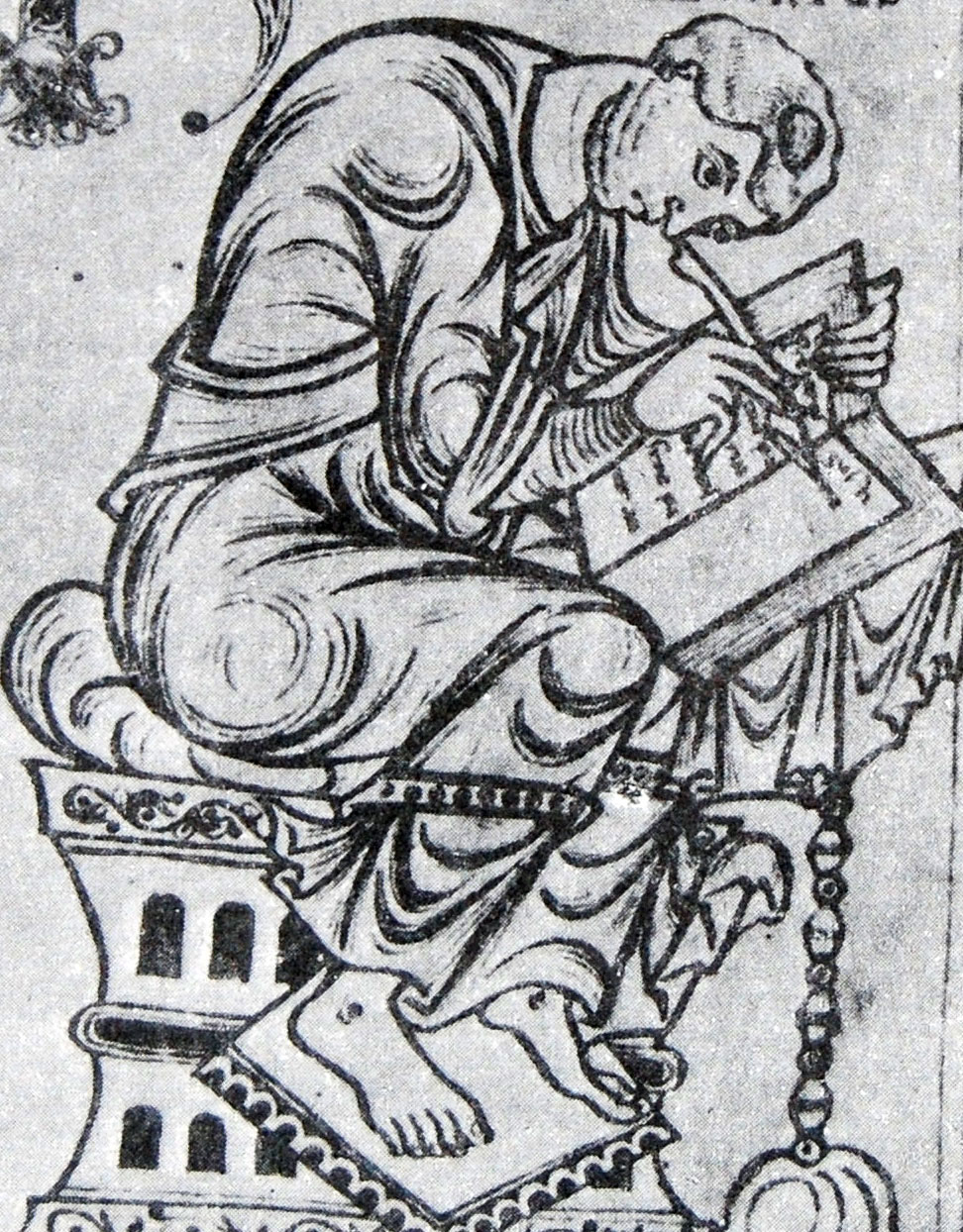
Orosius, miniatyr från 1000-talet.

Paulus Orosius, vanligen bara Orosius, född cirka 385, död 420, var en kristen historiker och teolog från Gallaecia, troligen född i Bracara Augusta (nuvarande Braga i Portugal).
Orosius slöt sig till Augustinus och uppträdde på synoden i Jerusalem 415 mot Pelagius. Mest känd av hans skrifter är den i apologetiskt syfte författade Historiarum adversus paganos libri VII ("Sju böcker av historia mot hedningarna"), en världshistoria i sammandrag som omfattar tiden från världens skapelse till 417 e.Kr., där han försöker uppvisa ohållbarheten av hedningarnas påstående att avfallet från fädernas tro och antagandet av kristendomen medfört svåra lidanden och olyckor, eftersom kristendomen visat sig vara en bärande kraft i nöden. Historiskt värde har arbetet egentligen endast i de partier där hans källor, som Livius, Justinus och Hieronymus, numera saknas eller där han behandlar sin egen samtid. Det är av intresse som det första försöket att betrakta världshistorien ur synpunkten av Guds ledning av människosläktet. Arbetet användes under medeltiden flitigt som lärobok. Under Alfred den store utfördes under 890-talet en översättning till engelska av Orosius världshistoria, i vilken även återfinns ett tillägg om den norske handelsmannen och sjöfararen Ottar från Hålogaland.